# Dolichosténomélie
La dolichosténomélie est une déformation physique d'origine congénitale des quatre membres, dont les extrémités graciles (effilées et fragiles) sont appelés arachnodactylie (doigts effilés).
Cette maladie est due à l'allongement et à l'amincissement des os à l'intérieur des membres, donnant à ceux-ci une impression de fragilité. La dolichosténomélie est le plus souvent accompagnée d'autres malformations et se rencontre spécifiquement dans le syndrome de Marfan.
Étymologie du terme : Dolichos (grec) allongé, Stenos (gr.) étroit, Mélos (gr.) Membre.